# Reprezentacja Wallis i Futuny w piłce nożnej mężczyzn
Reprezentacja Wallis i Futuny w piłce nożnej nie należy do Międzynarodowej Federacji Piłki Nożnej (FIFA) ani Konfederacji Piłkarskiej Oceanii (OFC). Z tej racji nie może brać udziału w Mistrzostwach Świata ani Pucharze Narodów Oceanii. Wallis i Futuna jest terytorium zależnym od Francji w Oceanii, ale mimo tego nie należy do Francuskiego Związku Piłki Nożnej. Stadion reprezentacji nosi nazwę „Stade de Kafika”.
Ekipa wystąpiła w sześciu edycjach Igrzysk Południowego Pacyfiku (1966, 1979, 1983, 1987, 1991, a ostatnio w 1995 roku). Zespół dwukrotnie dotarł do ćwierćfinału rozgrywek (w 1979 i 1983 roku). W dwudziestu meczach rozegranych podczas Igrzysk Południowego Pacyfiku drużyna wygrywała tylko czterokrotnie. Według danych z 20 sierpnia 1995 reprezentacja ta rozegrała 20 meczów, z czego wygrała 4 i przegrała 16.

## Udział wIgrzyskach Południowego Pacyfiku
- 1966 – faza grupowa
- 1979 – ćwierćfinał
- 1983 – ćwierćfinał
- 1987 – faza grupowa
- 1991 – faza grupowa
- 1995 – faza grupowa